# Półgąsienicowy układ jezdny

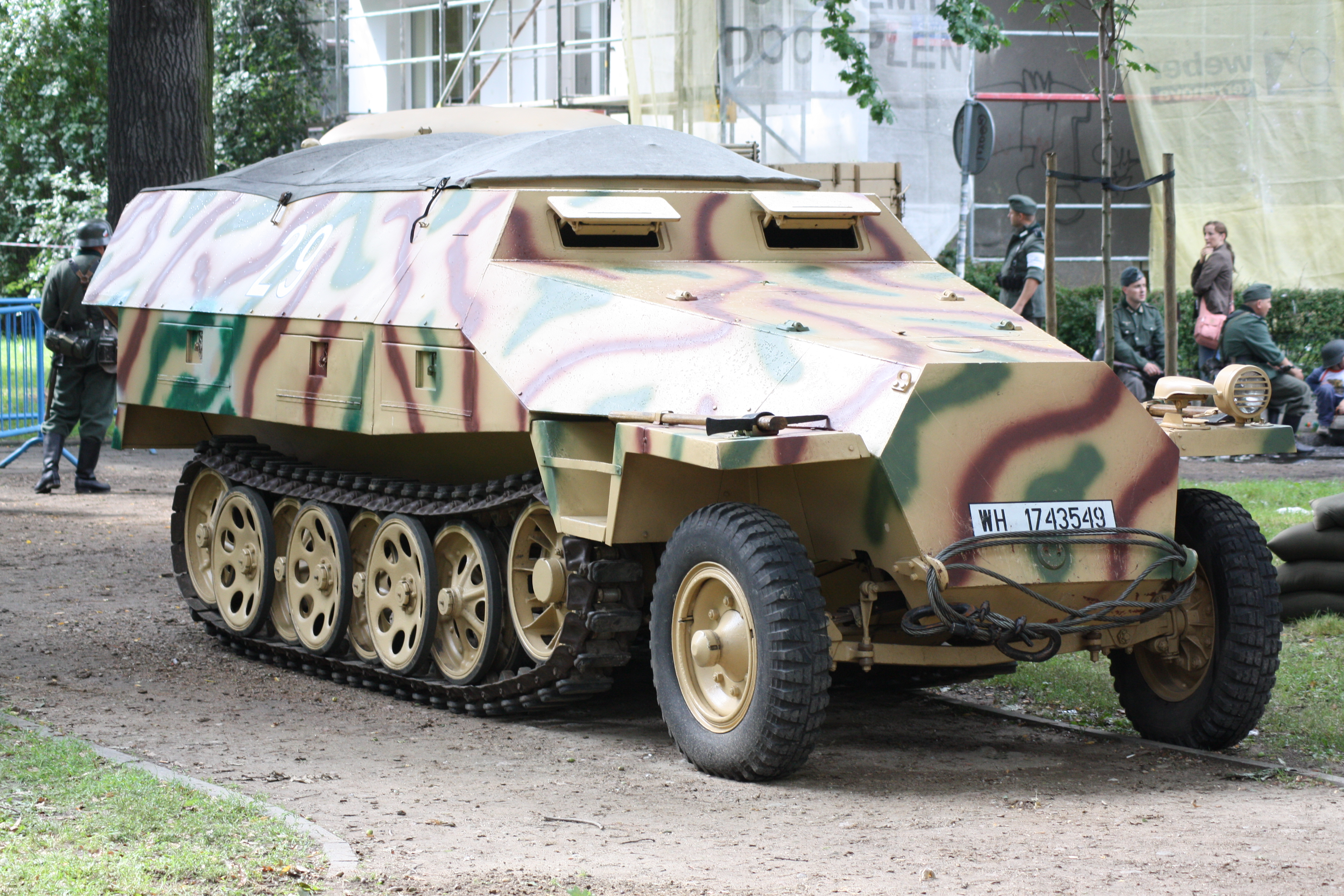
Półgąsienicowy transporter opancerzony Sd.Kfz.251

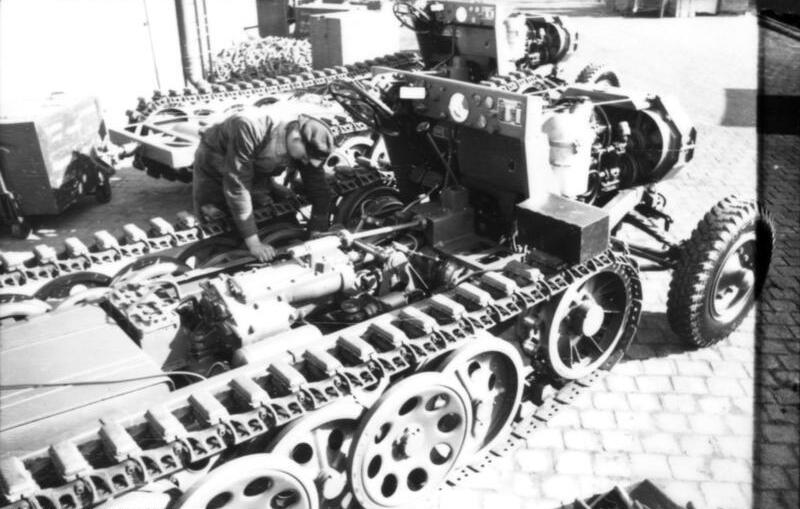
Podwozie ciągnika półgąsienicowego Sd.Kfz.11

Półgąsienicowy układ jezdny – rodzaj układu jezdnego pojazdów mechanicznych, będący połączeniem układu gąsienicowego i kołowego. Jest to w zasadzie klasyczny kołowy układ jezdny samochodu, w którym tylne koła zastąpiono gąsienicami. Układ półgąsienicowy składa się z przednich kół, które są kierowane oraz układu gąsienicowego z tyłu pojazdu. Napędzane są gąsienice, zwykle za pośrednictwem tylnego mostu napędowego, w niektórych konstrukcjach napędzane są także koła przednie. Skręt pojazdu dokonywany jest z reguły tylko za pomocą kierowanych kół przednich. Stosowano następujące konstrukcje gąsienic napędzających pojazdy półgąsienicowe:
- taśma gumowa z bieżnikiem lub ostrogami w postaci metalowych nakładek zakładana na układ jezdny typowy dla układów gąsienicowych
- metalowa gąsienica składająca się z ogniw łączonych przy pomocy metalowych sworzni zakładana na układ jezdny typowy dla układów gąsienicowych
- lekka metalowa gąsienica zakładana na ogumione koła dwóch tylnych osi pojazdu samochodowego (tylko do jazdy w trudnym terenie)

Pojazdy półgąsienicowe charakteryzowały się lepszymi własnościami terenowymi niż pojazdy kołowe oraz były prostsze i tańsze od pojazdów gąsienicowych. W ich konstrukcji można było wykorzystywać liczne podzespoły produkowane do samochodów lub wręcz stosunkowo prosto przebudowywać je z samochodów ciężarowych przez zainstalowanie gąsienicowego układu jezdnego zamiast tylnej osi. Z racji własności terenowych były one używane przede wszystkim w wojsku – jako ciągniki artyleryjskie, transportery opancerzone, rzadziej samochody pancerne i ciężarówki terenowe. Zostały one na niewielką skalę wprowadzone już podczas I wojny światowej. Przed II wojną światową i w jej trakcie powstały liczne konstrukcje pojazdów półgąsienicowych, szeroko używanych w czasie wojny. Po II wojnie światowej zaprzestano budowy pojazdów półgąsienicowych na rzecz pojazdów gąsienicowych i pojazdów kołowych z większą liczbą osi napędzanych, o dobrych własnościach terenowych.
Układ półgąsienicowy bywa niepoprawnie nazywany „napędem kołowo-gąsienicowym” lub „napędem półgąsienicowym”.